# Homopholis arnoldi
Homopholis arnoldi — вид геконоподібних ящірок родини геконових (Gekkonidae). Ендемік Зімбабве.

## Поширення і екологія
Homopholis arnoldi мешкають на півдні Зімбабве. Вони живуть на стовбурах і в дуплах дерев, в тріщинах серед скель, трапляються поблизу людських поселень.